# Archway

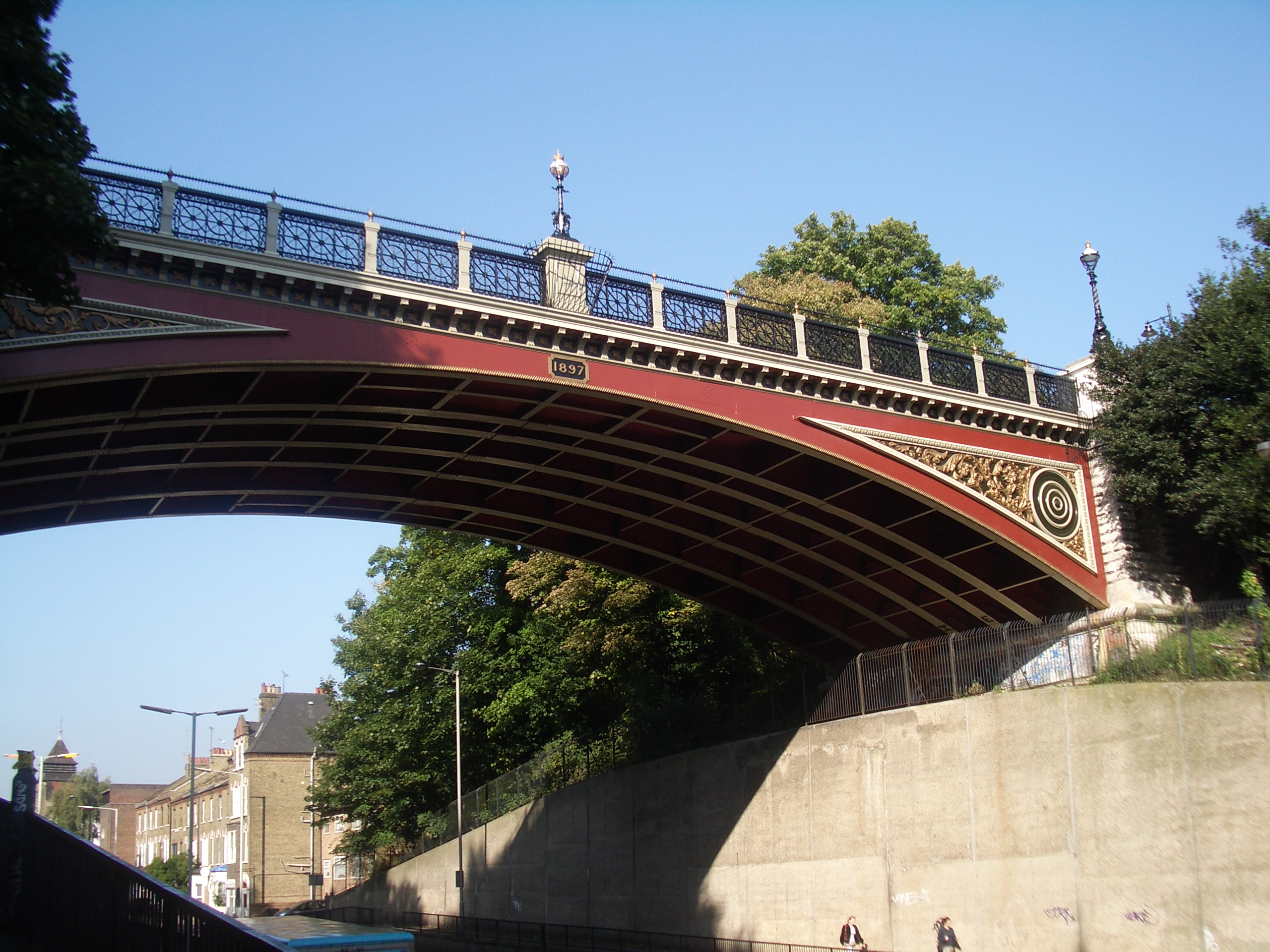
LArchway Bridge, spesso considerato uno dei "simboli" del distretto, nel 2005.

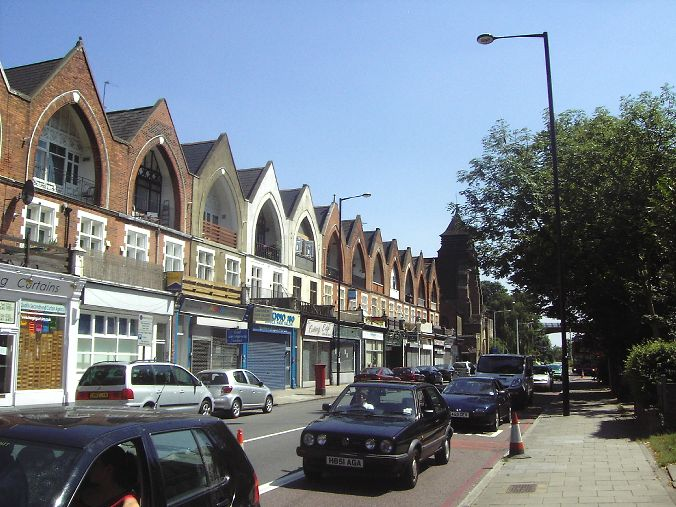
Negozi ad Archway Road

Archway è un quartiere sito nel borgo londinese di Islington, nella città di Londra.

## Etimologia
Il nome è dovuto dall'arco costruito tra Highgate ed Hornsey nel 1896. Originariamente per unire questi due luoghi era previsto un tunnel, facendo sì che si evitassero le ripide strade di Highgate Hill e le strette vie del villaggio di Highgate; tuttavia il progetto fallì a causa dei continui crolli. Invece fu costruito, sotto il suggerimento di John Rennie, un alto ponte che verrà poi progettato da John Nash. Il ponte originale del 1813 venne però demolito nel 1901; il ponte attuale, conosciuto come Suicide bridge, in italiano Ponte del suicidio, risale al 1897. La strada che passa sopra il ponte è Hornsey Lane, che unisce Highgate e Crouch End.

## Storia
Highgate Hill, la strada passante per Archway e per l'Highgate village, è stata la prima strada in Europa ad aver ospitato una seggiovia; quest'ultima venne costruita tra il 1884 e il 1909.
Si racconta inoltre che Archway è stato il luogo dove l'inglese Dick Whittington sentì le campane della chiesa di St Mary-le-Bow.

## Trasporti
Si può facilmente raggiungere la zona utilizzando l'omonima stazione della metropolitana di Londra, che per l'appunto si chiama Archway, sita sulla Northern line. Un'altra stazione sita vicino Archway è Tufnell Park, sempre sulla Northern line.
Invece la stazione della London Overground più vicina è quella di Upper Holloway.